# Нагаидзуми
Нагаидзуми (яп. 長泉町 Нагаидзуми-тё:) — посёлок в Японии, находящийся в уезде Сунто префектуры Сидзуока. Площадь посёлка составляет 26,51 км², население — 42 095 человек (1 августа 2014), плотность населения — 1587,89 чел./км².

## Географическое положение
Посёлок расположен на острове Хонсю в префектуре Сидзуока региона Тюбу. С ним граничат города Нумадзу, Мисима, Сусоно, Фудзи и посёлок Симидзу.

## Население
Население посёлка составляет 42 095 человек (1 августа 2014), а плотность — 1587,89 чел./км². Изменение численности населения с 1980 по 2005 годы:
| 1980 | 31 423 чел. |  |
| 1985 | 32 324 чел. |  |
| 1990 | 33 101 чел. |  |
| 1995 | 34 208 чел. |  |
| 2000 | 36 169 чел. |  |
| 2005 | 38 716 чел. |  |

## Символика
Деревом посёлка считается Ternstroemia gymnanthera, цветком — Rhododendron indicum.